# 왕자와 거지 (1977년 영화)
《왕자와 거지》(영어: The Prince and the Pauper)은 1977년에 개봉한 1881년에 나온 마크 트웨인의 동명소설을 영화화한 것이다.

## 출연
- 마크 레스터 - 거지 톰 / 왕자 에드워드
- 올리버 리드 - 헨던
- 라켈 웰치 - 이디스
- 찰턴 헤스턴 - 헨리 8세
- 렉스 해리슨 - 노퍽 공작

## KBS 성우진 (1992년 12월 27일)
- 오세홍 - 거지 톰(마크 레스터)
- 이규화 - 왕자 에드워드(마크 레스터)
- 유강진 - 헨리 8세왕(찰턴 헤스턴)
- 양지운 - 헨던(올리버 리드)
- 최흘 - 노퍽(렉스 해리슨)
- 김병관 - 러플러(조지 C. 스콧)
- 남궁윤 - 휴고(데이비드 헤밍스)
- 탁원제 - 하트퍼드(해리 엔드류스)
- 한상덕 - 톰의 아버지(어니스트 보그나인)
- 이재명 - 신하(그레이엄 스타크)
- 윤기황 - 근위병(앤드류 롯지)
- 장광 - 깡패(돈 헨더슨)
- 이연희 - 이디스(라켈 웰치) / 톰의 어머니(시빌 대닝)
- 문지현 - 엘리자베스 1세(랄라 워드)
- 장승길 - 존(줄리안 오처드)
- 장세준 - 신하(머레이 멜빈)
- 함수정 - 서퍽 공녀 제인 그레이(펠리시티 딘)
- 김민석 - 해설